# Departamento Nueve de Julio (Río Negro)
Das Departamento Nueve de Julio liegt im Süden der Provinz Río Negro im Süden Argentiniens und ist eine von 13 Verwaltungseinheiten der Provinz. 
Es grenzt im Norden an die Departamentos El Cuy und Avellaneda, im Osten an das Departamento Valcheta, im Süden an die Provinz Chubut und im Westen an das Departamento Veinticinco de Mayo. 
Die Hauptstadt des Departamento Nueve de Julio ist Sierra Colorada.

## Bevölkerung

### Übersicht
Das Ergebnis der Volkszählung 2022 ist noch nicht bekannt. Bei der Volkszählung 2010 war das Geschlechterverhältnis mit 1.862 männlichen und 1.613 weiblichen Einwohnern unausgeglichen mit einem deutlichen Männerüberhang.
Nach Altersgruppen verteilte sich die Einwohnerschaft auf 983 (28,3 %) Personen im Alter von 0 bis 14 Jahren, 2.152 (61,9 %) Personen im Alter von 15 bis 64 Jahren und 340 (9,8 %) Personen von 65 Jahren und mehr.

### Bevölkerungsentwicklung
Das Gebiet ist sehr dünn besiedelt und die Bevölkerungszahl rückläufig. Die Schätzungen des INDEC gehen von einer Bevölkerungszahl von 3.293 Einwohnern per 1. Juli 2022 aus.
| Jahr | 1947  | 1960  | 1970  | 1980  | 1991  | 2001  | 2010  | 2022    |
| Einwohner                                                                                                | 4.638 | 4.288 | 3.011 | 3.537 | 3.474 | 3.501 | 3.475 | k. Ang. |
| Bevölkerungsentwicklung des Departements seit 1947; Quelle: Ergebnisse der Volkszählungen in Argentinien |       |       |       |       |       |       |       |         |

## Städte und Gemeinden
Das Departamento Valcheta gliedert sich in die Gemeinde Sierra Colorada und folgende Comisiones de Fomento:
- Comicó
- Cona Niyeu
- Ministro Ramos Mexía
- Prahuaniyeu
- Treneta (auch Rincón Treneta)
- Yaminué